# Ebola (Fluss)
Ebola ist der Name eines Quellflusses des Mongala, der über den Kongo in den Südatlantik abfließt.

## Verlauf
Der Ebola-Fluss schlängelt sich durch den dichten Wald der Provinz Nord-Ubangi im Nordwesten der Demokratischen Republik Kongo (DRC). Er fließt ausschließlich durch die DRC und bildet beim Zusammenfluss mit dem Dwa den Mongala, einen rechten Nebenfluss des Kongos.

## Ebolafieber
Bekannt wurde er durch das an seinen Ufern erstmals aufgetretene Ebolafieber. In dieser Region wurde das oft tödliche Fieber 1976 von belgischen Wissenschaftlern entdeckt. Am Fluss befand sich im Dorf Yambuku ein katholisches Missionskrankenhaus, wo es 1976 zum ersten bekannten Ausbruch der Krankheit kam. Deshalb wurde das Virus nach dem Fluss benannt.